# César Ochoa Cardich
César Ochoa Cardich (Lima, 30 de junio de 1959) es un abogado y magistrado peruano, especializado en derecho constitucional, derecho administrativo y arbitraje. Desde mayo de 2022, se desempeña como magistrado del Tribunal Constitucional del Perú.

## Biografía
Es hijo de la educadora Serafina Cardich Giles. Se graduó como abogado en la Pontificia Universidad Católica del Perú (PUCP) en diciembre de 1984, donde también realizó estudios de posgrado en Derecho Constitucional. Posteriormente, cursó un programa de especialización en derecho administrativo y libre competencia en la Universidad de Castilla-La Mancha (España, 2002).

## Carrera profesional

### Sector público
Entre 1988 y 1990 fue asesor técnico del Ministerio de Justicia del Perú. En ese periodo participó en la creación del Registro Predial de Pueblos Jóvenes y Urbanizaciones Populares, y representó al ministerio ante el Consejo Superior de Licitaciones y Contratos de Obras Públicas.
Fue abogado y apoderado judicial de la Municipalidad Metropolitana de Lima entre 1996 y 2001. En ese cargo intervino en procesos constitucionales como el caso de la construcción de la planta de Lucchetti Perú S.A. en los Pantanos de Villa.
Entre 2001 y 2002 fue vocal del Tribunal de Contrataciones y Adquisiciones del Estado. De 2005 a 2008 integró la Comisión de Fiscalización de la Competencia Desleal del INDECOPI, de la cual fue presidente en 2008. Luego, fue miembro del Tribunal de Disciplina Policial del Ministerio del Interior entre 2013 y 2017.

### Tribunal Constitucional del Perú
En mayo de 2022, Ochoa fue elegido magistrado del Tribunal Constitucional del Perú por el Congreso de la República, con 90 votos a favor, en reemplazo de José Luis Sardón de Taboada. Prestó juramento el 13 de mayo de 2022.
En su labor dentro del tribunal, Ochoa emitió un voto singular en contra del auto que ordenó la excarcelación del expresidente Alberto Fujimori, argumentando que no fue convocado a la sesión respectiva y que la decisión vulneraba medidas dictadas por la Corte Interamericana de Derechos Humanos.
En 2024 asumió el cargo de director general del Centro de Estudios Constitucionales del Tribunal Constitucional.

### Docencia y publicaciones
Fue profesor del Departamento de Derecho de la PUCP entre 1993 y 2022, dictando cursos de Derecho Administrativo y Derecho Constitucional Económico. También enseñó Derecho Constitucional General en la Universidad de Lima (2015-2020).
Ha publicado diversos textos en materia de Derecho Público. Entre sus obras destacan:
- La reforma constitucional del sistema de justicia en el Perú de 2018 (2022)
- El Estado Social en la Constitución de 1993 (2020)
- Derecho Constitucional Económico, junto con Baldo Kresalja (2020)
- El régimen económico de la Constitución de 1993, con Baldo Kresalja (2013)
- Constitución Financiera (1994)
- Constitución y Economía de Mercado (1985)

### Sector privado
Entre 2006 y 2022 integró el estudio de abogados Amprimo, Flury, Barboza & Rodríguez. Fue además árbitro del Centro de Arbitraje de la Cámara de Comercio de Lima y del Centro de Análisis y Resolución de Conflictos de la PUCP.

### Participación académica y conferencias
César Ochoa ha participado como conferencista en eventos organizados por el Centro de Estudios Constitucionales del Tribunal Constitucional del Perú. El 16 de enero de 2025 intervino en la conferencia internacional Por una expansión global del paradigma constitucional, junto al jurista italiano Luigi Ferrajoli. El 5 de febrero del mismo año fue ponente en la conferencia Los problemas actuales de la democracia constitucional, junto al académico español Manuel Aragón Reyes.
También participó el 6 de marzo de 2025 en la conferencia Los derechos de las mujeres en la jurisprudencia del Tribunal Constitucional, y el 3 de abril en Los principios constitucionales y la sostenibilidad fiscal, junto a la presidenta del Tribunal Constitucional de Chile, Daniela Marzi Muñoz.
El 18 de octubre de 2024 fue conferencista en el conversatorio Veinte años de codificación procesal constitucional en el Perú, junto a juristas como Luz Pacheco Zerga, Eduardo Ferrer Mac-Gregor, Gerardo Eto Cruz y Domingo García Belaunde.